# Santarcangelo di Romagna
Santarcangelo di Romagna är en ort och kommun i provinsen Rimini i regionen Emilia-Romagna i Italien. Kommunen hade 22 295 invånare (2018).